# Rodocrosite
La rodocrosite (simbolo IMA: Rds) è un minerale comune del gruppo della calcite appartenente alla classe minerale dei "carbonati e nitrati" con composizione chimica MnCO3, quindi da un punto di vista chimico è un carbonato di manganese.

## Etimologia e storia
Abraham Gottlob Werner chiamò inizialmente il minerale manganspat a causa della sua composizione chimica e della buona sfaldatura.
Johann Friedrich Ludwig Hausmann le diede nel 1813 il nome di "rodocrosite", che è valido ancora oggi; il nome deriva dall'unione delle parole in greco antico 
ῥόδον ('rhódon', rosa) e χρώς ('cros', colore).
La località tipo per la rodocrosite è la "miniera di Cavnic" in Romania.
Il minerale, in America, è conosciuto come "rosa degli Incas", in quanto le rocce in cui si trova questo minerale erano particolarmente sfruttate dagli Incas stessi nel XIII secolo per estrarre argento e rame.

## Classificazione
La nona edizione della sistematica dei minerali di Strunz, che è stata aggiornata l'ultima volta dall'Associazione Mineralogica Internazionale (IMA) nel 2009, classifica la rodocrosite nella classe "5. Carbonati (nitrati)" e da lì nella sottoclasse "5.A Carbonati senza anioni aggiuntivi, senza H2O"; questa viene ulteriormente suddivisa in base agli elementi chimici presenti nel minerale in modo che la rodocrosite possa essere trovata nella sezione "5.AB Carbonati di metalli alcalino terrosi (e altri M2+)" dove forma il sistema nº 5.AB.05 insieme a magnesite, otavite, siderite, calcite, smithsonite, gaspéite e sferocobaltite.
Tale classificazione è proseguita dal database "mindat.org", chiamata anche Classificazione Strunz-mindat, dove la rodocrosite conserva la classificazione che aveva nella nona edizione di Strunz.
Nella classificazione dei minerali secondo Dana, utilizzata principalmente nel mondo anglosassone, la rodocrosite ha il numero di sistema e minerale 14.01.01, che corrisponde alla classe dei "carbonati, nitrati e borati" e quindi alla sottoclasse dei "carbonati anidri". Qui forma il "gruppo della calcite (Trigonale: R3c)" nell'ambito della suddivisione "carbonati anidri con formula semplice A+CO3".

## Abito cristallino
La rodocrosite cristallizza nel sistema trigonale nel gruppo spaziale R3c (gruppo nº 167) con i parametri del reticolo a = 4,77 Å e c = 15,63 Å oltre a 6 unità di formula per cella unitaria.

## Proprietà
Con una durezza Mohs compresa tra 3,5 e 4, la rodocrosite si colloca tra i minerali morbidi e medio-duri ed è facile da segnare con un coltello. Tuttavia, è spesso usata come pietra preziosa per il suo colore solitamente vivace che va dal rosso-rosa al rosso lampone.
La rodocrosite è facilmente solubile in acidi caldi e si decompone a circa 650 °C. Molto raramente, si trovano anche rodocrositi che emettono fluorescenza rosa-viola alla luce ultravioletta.

## Caratteristiche chimico-fisiche
Il minerale è solubile facilmente negli acidi a caldo
- Peso molecolare: 114,95 grammi/mole[3]
- Densità di elettroni: 3,53 g/cm³[3]
- Indici quantici[3]:
  - fermioni: 0,0013498377
  - bosoni: 0,9986501623
- Indici di fotoelettricità[3]:
  - PE: 12,46 barn/elettrone
  - ρ: 44,00 barns/cm³
- indice di radioattività: GRapi:0 (il minerale non è radioattivo)[3]

## Origine e giacitura

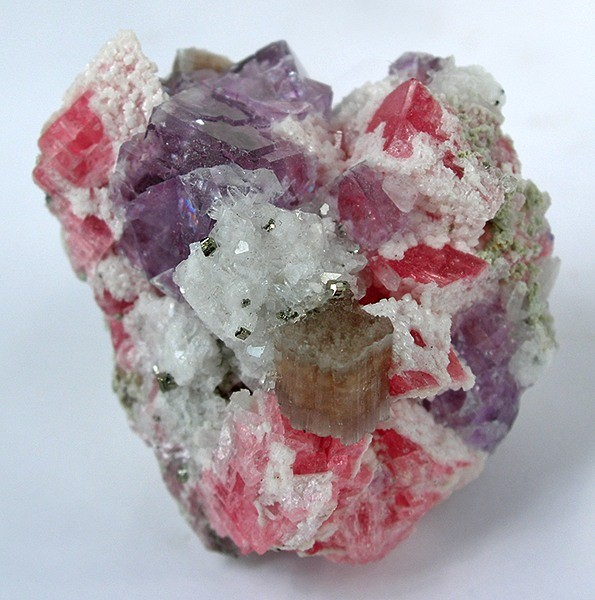
Paragenesi di rodocrosite, apatite (marrone), fluorite (viola), quarzo (incolore) e alcuni minuscoli cubetti di pirite provenienti da Cangwu, Cina

La rodocrosite si forma come minerale primario in vene idrotermali di grado medio-basso, dove si trova principalmente nella paragenesi con barite, calcite, dolomite, fluorite, hübnerite, pirite, quarzo, siderite, sfalerite e tetraedrite, oppure in alcune rocce metamorfiche di origine sedimentaria, solitamente insieme ad alabandite, granato, hausmannite e rodonite.
Simile alle stalattiti calcaree, la classica fasciatura è creata dall'influenza dell'acqua e dalla relativa deposizione strato per strato del minerale disciolto nell'acqua. La concentrazione fluttuante di minerali dell'acqua forma diversi strati di depositi e quindi il modello caratteristico.
La rodocrosite è stata rilevata in tutto il mondo in circa 1400 siti. Oltre alla sua località tipo, la "Miniera di Cavnic", nota anche per i suoi aggregati rosa e sferici, il minerale è stato trovato in Romania in diversi altri luoghi nella regione di Maramureș, così come vicino a Baia de Arieș e Roșia Montană nel distretto di Alba e vicino a Suceava nel omonimo.
Da segnalare per i suoi importanti ritrovamenti di rodocrosite la "Sweet Home Mine" nei pressi di Alma (Colorado), in cui sono venuti alla luce cristalli romboedrici di dimensioni fino a 15 cm. Cristalli di dimensioni fino a 10 cm e di un forte rosso scuro sono stati trovati nelle miniere sudafricane di N'Chwaning 1 e 2 vicino a Kuruman, e rombi di rodocrosite di circa 8 cm di dimensione sono stati trovati a Silverton, in Colorado. Ragguardevoli cristalli del minerale sono stati trovati anche nella "miniera di Wolf" nel Siegerland, così come miniere di minerale più piccole nel Rheingau (non lontano da Geisenheim) e vicino a Bingen am Rhein (vicino a Waldalgesheim) in Germania.
In Italia la rodocrosite è stata trovata il molti siti sparsi in varie regioni. Per citarne alcuni: Ne e Maissana (Liguria); Lanzada e Cuasso al Monte (Lombardia); a Bojano e San Massimo (Molise); a Oulx e Frabosa Soprana (Piemonte); a Sarroch e Guspini (Sardegna); sull'Isola del Giglio e a Fivizzano (Toscana).
La rodocrosite (insieme alla rambergite) è stata trovata anche in campioni di roccia prelevati dai fondali marini del Mar Baltico vicino all'isola di Gotland.

## Utilizzi

### Come materia prima
La rodocrosite funge da importante minerale di manganese grazie al suo alto contenuto di questo elemento fino al 47,8%.

### Come pietra preziosa

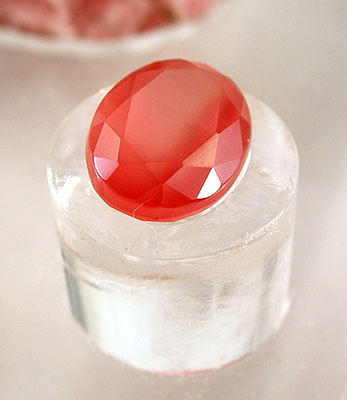
Rodocrosite a taglio ovale

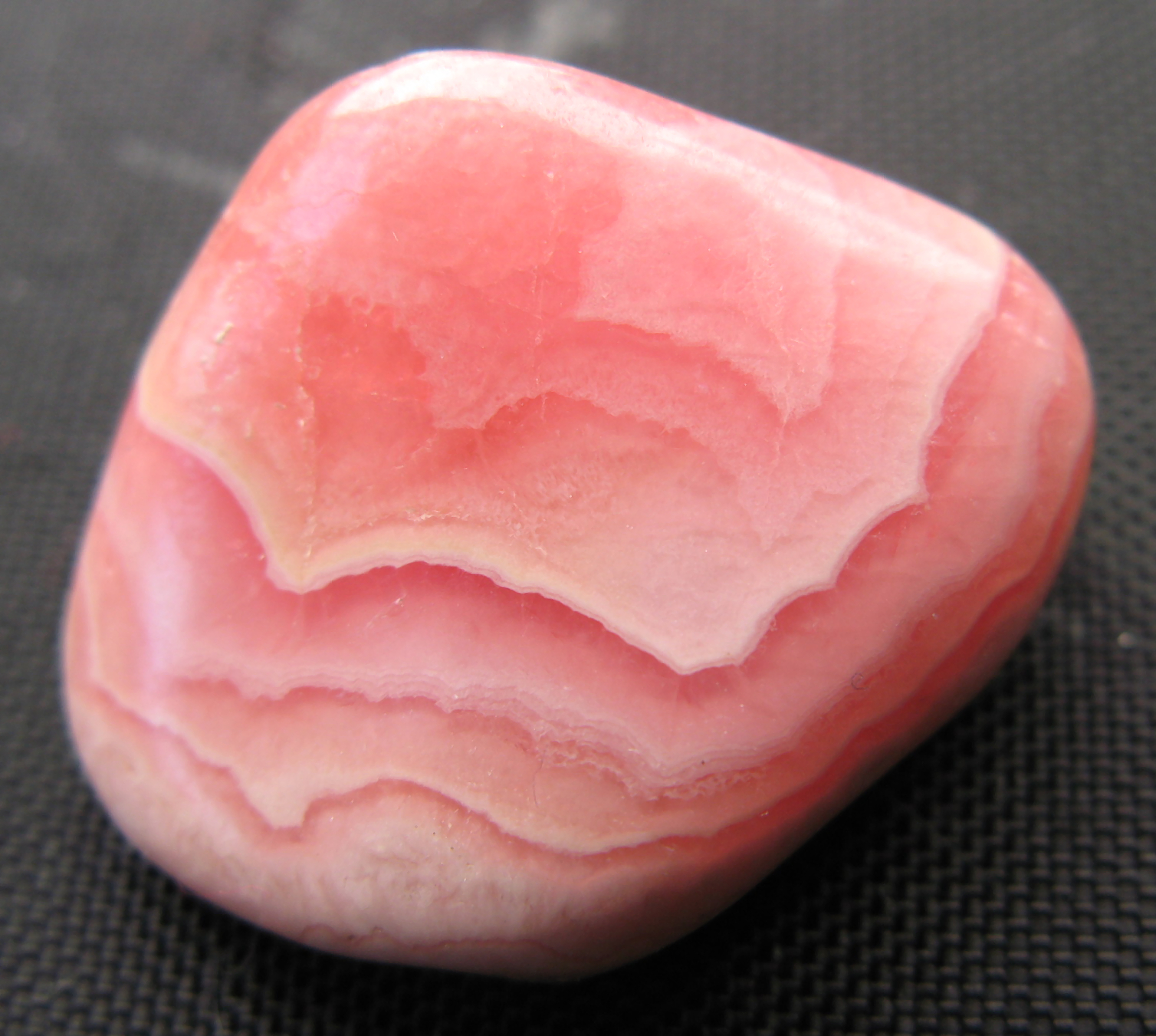
Rodocrosite fasciata burattata

La rodocrosite è stata utilizzata anche come pietra preziosa dagli anni '50 circa. I cristalli di rodocrosite chiari di qualità gemma si trovano raramente; tuttavia, poiché gli aggregati a bande rosa e bianche sono contrassegnati in modo simile a varie agate e rodonite, la rodocrosite, che viene trasformata in gioielli o oggetti artigianali, sta godendo di una crescente popolarità. Particolarmente apprezzate sono le pietre preziose dal colore rosso lampone. Per mettere meglio in risalto le bande e il disegno della pietra, da un lato si predilige il taglio cabochon, e dall'altro l'uso di pezzi più grandi.
A seconda del colore delle varietà chiare o a bande di rodocrosite, possono essere confuse con vari altri minerali, tra cui l'opale di fuoco, la rodonite, il quarzo rosa, la tugtupite e la tormalina.

## Forma in cui si presenta in natura
La rodocrosite di solito sviluppa cristalli romboedrici o scalenoedrici, ma anche sferici o simili a grappoli d'uva e da granulari ad aggregati massicci di colore rosa a rosso o marrone, raramente di colore bianco; il colore dello striscio è bianco. La rodocrosite si presenta spesso anche a bande concentriche e con rivestimenti neri, crostosi o sotto forma di geminati di contatto.

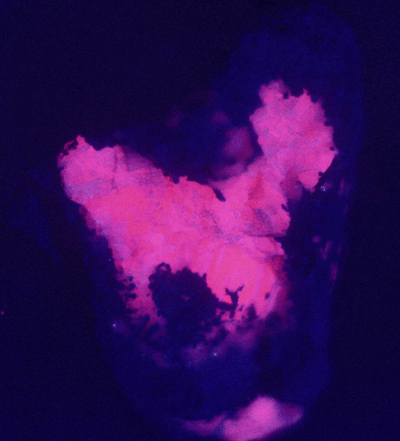
Fluorescenza della calcite rosa

Si trova sotto forma in masse microcristalline, compatte, o, raramente, in aggregati ricoperti da una patina nerastra che ricopre le superfici di sfaldatura composta da ossidi di manganese di alterazione del minerale che offuscano la lucentezza vitrea-madreperlacea del minerale. Può essere confusa con la calcite rosa per il suo colore dato dal manganese, ma le due si distinguono con una lampada UV e il discioglimento in acido: la calcite è fluorescente e solubile in acido cloridrico e la rodocrosite no.